# Josef Adam Joakim Pippingsköld

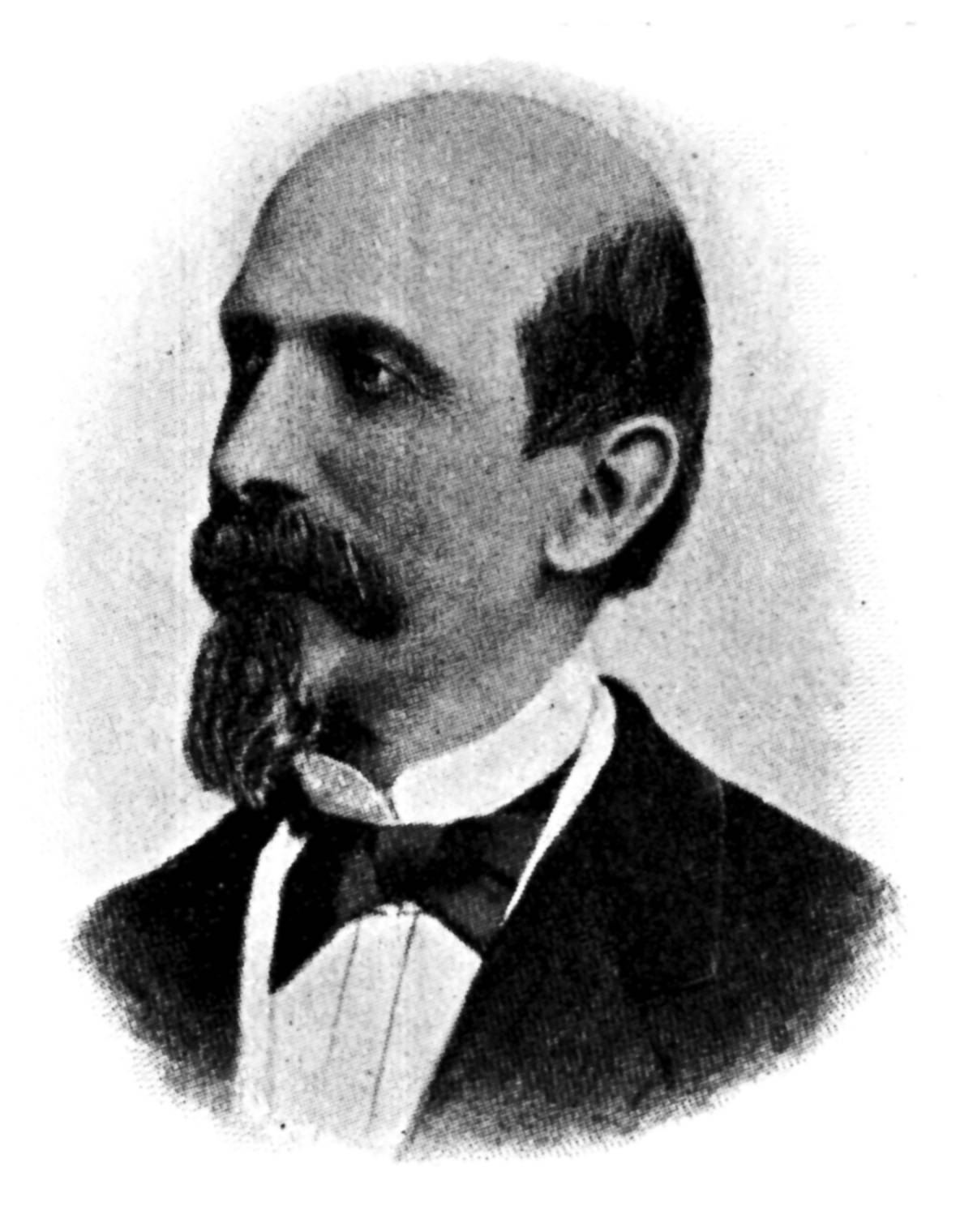
Josef Adam Joakim Pippingsköld

Josef Adam Joakim Pippingsköld, född 5 november 1825 i Lemo socken, död 12 mars 1892 i Helsingfors, var en finländsk läkare. Han var sonson till Joseph Pippingsköld.
Pippingsköld blev 1844 student och promoverades 1850 till filosofie magister, blev 1858 medicine licentiat och promoverades 1860 till medicine och kirurgie doktor. Han utnämndes 1861 till docent i barnförlossningskonst i Helsingfors och var 1870–86 till professor i obstetrik och pediatrik.
Pippingsköld var en av de få obstetriker, som genast från början insåg den genomgripande betydelsen av Ignaz Semmelweis lära om orsakerna till barnsängsfebern, och han tillämpade med lysande framgång denna lära i sin obstetriska praktik och vid barnbördshuset i Helsingfors, där dödligheten i barnsängsfeber därigenom sjönk avsevärt. Han gjorde också de unga läkarna i Finland väl förtrogna med anti- och aseptikens betydelse inom obstetriken.
Genom Pippingskölds bemödanden inrättades 1876 ett nytt barnbördshus i Helsingfors. Hans litterära verksamhet var begränsad; den inskränkte sig till Om bäckenets mekanism och variabla former (1861) och ett antal smärre, huvudsakligen kasuistiska meddelanden. Han var mycket intresserad av fysikens tillämpning i det praktiska livet; ett uttryck härför utgör hans testamentariska donation till Helsingfors universitet av en fond för inrättande av en professur i tillämpad fysik.